# عشق نافرجام (فیلم ۱۹۸۲)
عشق نافرجام (ایتالیایی: Malamore) یک فیلم ملودرام ایتالیایی به کارگردانی اریپراندو ویسکونتی است که در سال ۱۹۸۲ منتشر شد. این فیلم سی و نهمین دورهٔ جشنواره فیلم ونیز به نمایش درآمد.

## بازیگران
- رمو جیرونه
- لئوپولدو تریئسته
- دیوید براندن
- چزاره باربتی
- مونیکا اسکاتینی
- سرنا گراندی
- مائوریتسیو دونادونی
- رناتا زامینگو